# Château-Salins
Château-Salins je francouzská obec v departementu Moselle v regionu Grand Est. V roce 2010 zde žilo 2 422 obyvatel.

## Vývoj počtu obyvatel
Počet obyvatel